# Hermann Kißler

Hermann Kißler

Franz Hermann Kißler (* 7. November 1882 in Oberbehme; † 4. Dezember 1953) war ein deutscher Manager.

## Leben
Geboren wurde er in Oberbehme, einem großen Gehöft südwestlich von Löhne bei Bielefeld. Kißler studierte Rechts- und Staatswissenschaften. 1916 trat er in die Dienste des preußischen Finanzministeriums ein. Es folgte ein rascher Aufstieg zum Mitglied der Generaldirektion der Preußischen Seehandlung, die ab 1918 als Preußische Staatsbank firmierte. 1921 wurde er deren Vizepräsident.
Wegen seiner Beteiligung an der Einführung zur Rentenmark wurde er zum Vorstandsmitglied der Deutschen Rentenbank berufen, die im Oktober 1923 per Rentenbankverordnung gegründet wurde.
In dieser Zeit arbeiteten drei deutsche Zentralbanken (Reichsbank, Deutsche Rentenbank und Golddiskontbank) parallel.
Nach Gründung der Golddiskontbank im April 1924, die die Kreditbedürfnisse der deutschen Wirtschaft befriedigte, wurde Kißler in deren Aufsichtsrat berufen.
Bei den aufkommenden Bestrebungen der Deutschen Rentenbank, gegen die Widerstände von Hypothekenbanken und der Preußenkasse ein eigenständiges Agrarkreditinstitut zu gründen, berief der damalige Reichsernährungsminister Gerhard Graf von Kanitz Kißler als Sachverständigen in das Gremium für die Erarbeitung des Gesetzesentwurfs zur Gründung der Deutschen Rentenbank-Kreditanstalt (RKA). Kißler sah in dieser Gründung eine Befruchtung des Agrarkreditmarktes. Nach Gründung der RKA (per Gesetz im August 1925) wurde er in deren Vorstand bestellt.
Er engagierte sich bei der ersten Auslandsanleihe der RKA in den Verhandlungen mit der National City Bank NY. 1927 setzte er sich beim Reichsernährungsministerium für die Befreiung der 3. RKA-Amerika-Anleihe von der Kapitalertragsteuer ein.
Kißler beantragte am 20. Juni 1937 die Aufnahme in die NSDAP und wurde rückwirkend zum 1. Mai desselben Jahres aufgenommen (Mitgliedsnummer 5.589.655). Partei und Reichsnährstand dominierten seit 1933 die Gremien der RKA. Vorher hatte sich Kißler öfters Ansinnen der SS widersetzt, Mittel der Bank zweckentfremdet einzusetzen. Seinen Parteieintritt, verbunden mit der Zusicherung der Gegenseite, nicht an Parteiveranstaltungen teilnehmen zu müssen, begründete er mit dem Zurückdrängen rein nationalsozialistischer Interessen vor landwirtschaftlichen Notwendigkeiten im Vorstand der RKA.
In der Zeit zwischen Kriegsende und Währungsreform setzte er seine Pläne durch, die Rentenbank-Grundschuld der Landwirtschaft wieder aufleben zu lassen unter treuhänderischer Einschaltung der RKA. Später strebte er die Fusion von Deutscher Rentenbank und RKA an. 1947 ernannte ihn die Militärregierung zum Custodian der RKA-Filiale in der britischen Zone. Während dieser Zeit war er bereits mehrfacher Treuhänder. Die Briten übertrugen ihm zusätzlich die Treuhänderschaft über die Deutsche Zentralgenossenschaftskasse.
Er bewirkte, dass die RKA zunächst in Goslar die Geschäfte wieder aufnahm. Auf Beschluss der Finance Division wurde er Treuhänder von RKA und Deutscher Rentenbank. Er war maßgeblich beteiligt an der Gestaltung der gesetzlichen Regeln des Agrarkredits der Bundesrepublik.
Im Länderrat versuchte er, die Gesetzgebung für die Wiederbelebung der Deutschen Rentenbank Grundschulden zugunsten der neu zu gründenden Landwirtschaftlichen Rentenbank und Deutschen Genossenschaftskasse zu beschleunigen. Trotz zahlreicher Widerstände wurden die Gesetze vom Wirtschaftsrat verabschiedet.
1949 wurden Kißler und sein mehrjähriger Wegbegleiter Dr. Noell als ordentliche Vorstandsmitglieder der Landwirtschaftlichen Rentenbank bestellt. Den operativen Geschäftsfeldern der Bank hielt er sich fern, diese überließ er seinen Vorstandskollegen; im ersten Geschäftsverteilungsplan tauchte sein Name nicht auf. Er gab die große Richtung vor. Er engagierte sich für eine Umsiedlung der Bank nach Berlin im Falle einer Wiedervereinigung und bewirkte einen Rückzug aus dem Gebiet der Siedlungsfinanzierung. Während dieser Zeit war Kißler Verwaltungsratsmitglied der Kreditanstalt für Wiederaufbau (KfW). Sein satzungsbedingtes Ausscheiden aufgrund eines Losentscheids wurde vom Bundeskanzleramt wieder aufgehoben.
Gemeinsam mit seinem Vorstandskollegen Noell bewohnte er ein Doppelhaus in der Bernusstraße in Frankfurt am Main.
Kißler war Vizepräsident der Generaldirektion der Preußischen Seehandlung, Vorstandsmitglied der Deutschen Rentenbank, der Deutschen Rentenbank-Kreditanstalt (RKA), der Landwirtschaftlichen Rentenbank sowie Aufsichtsratsmitglied der Golddiskontbank. Er war Custodian der Filiale der Deutschen Rentenbank-Kreditanstalt (RKA) in der britischen Zone und Verwaltungsratsmitglied der Kreditanstalt für Wiederaufbau (KfW).
Außerdem war er seit 1952 Träger des Großen Verdienstkreuzes mit Stern der Bundesrepublik Deutschland.